# Praeco
Ein Praeco (Plural praecones, zu lat. praedicare ‚ausrufen‘ ‚verkündigen‘ ‚rühmen‘ ‚öffentlich aussagen‘) war ein im Römischen Reich tätiger, öffentlicher Ausrufer, einem späteren Herold vergleichbar, der im antiken Rom für die Kommunikation zwischen der Administration und der Öffentlichkeit verantwortlich war. Sein Amt wurde Praeconium genannt, ein Amt der mündlichen Bekanntmachung und der Lobeserhebung.
Praecones gehören zum Hilfspersonal verschiedener Obermagistraten im Rahmen von deren Ämterlaufbahn und der Provinzstatthalter. Im antiken Rom hatten sie den Status von Unterbeamten, Amtsdienern oder -gehilfen inne. Da das Amt mit geringem Ansehen verbunden war, erhielten die Amtsinhaber die geringste Besoldung, die Apparitoren zukam.

## Verbreitung, Aufgaben und Funktionen
Aber nicht nur im antiken Rom, sondern auch später in Konstantinopel, Nova Roma hatten die Praecones eine ähnliche Funktion. 
Die Aufgabe eines Praeco bestand darin, der römischen Öffentlichkeit wichtige Informationen zu übermitteln. Sie wurden häufig bei öffentlichen- und Spielveranstaltungen sowie Zeremonien verwendet, um Ankündigungen zu machen und die Bevölkerung auf dem Laufenden zu halten.
Römische Ausrufer verkündeten ihre offiziellen Neuigkeiten hauptsächlich während der Nundiae, dem achten Tag der Woche, wenn die Feldarbeiter in die Stadt kamen, um Produkte zu verkaufen und ihrerseits zu kaufen. Es war eine Art Wochenende für die Römer. Die Hauptstadt wurde damals von vielen Bürgern besucht, die damals meist auch wählten. Praecones kündigten städtische, öffentliche und gerichtliche Veranstaltungen, Auktionen, Feiertage und Spiele an.
Die Hauptaufgabe eines Praeco waren, neben den Aufgaben eines Ausrufers, Aufgaben – in der Terminologie der Kommunikationswissenschaft –, die im Zusammenhang mit öffentlicher Kommunikation, Öffentlichkeitsarbeit, sozialer Vernetzung und allgemein der Informationsweitergabe standen. Ihre Aufgaben waren aber nicht unbedingt auf diese Art von Arbeit beschränkt und es konnten Variationen in ihren Rollen existieren, die vom ernennenden Richter festgelegt wurden.
Praecones konnten vom Prätor ernannt werden, der das ius edicendi innehatte, oder von jedem, dem dieses Recht durch ein Gesetz verliehen wurde. Die Interpreten gelten als Untergruppe der Praecones. Die Konsuln – und in deren Auftrag oder Vertretung auch die Prätoren und Volkstribunen – konnten den Senat einberufen (senatum vocare, cogere) die Versammlung wurde durch einen Praeco oder einen Erlass der Öffentlichkeit kundgetan.
Nur wenige praecones sind so berühmt geworden wie Quintus Granius, der sich durch seinen Witz auszeichnete und dadurch auch Kontakte in die römische Oberschicht hatte.